# Liste der Monuments historiques in Chèvremont
Die Liste der Monuments historiques in Chèvremont führt die Monuments historiques in der französischen Gemeinde Chèvremont auf.

## Liste der Bauwerke
| Bezeichnung         | Beschreibung             | Standort | Kennzeichnung | Schutzstatus | Datum | Bild           |
| ------------------- | ------------------------ | -------- | ------------- | ------------ | ----- | -------------- |
| Kirche Sainte-Croix | Erbaut von 1784 bis 1787 | (Lage)   | PA00101161    | Inscrit      | 1992  | weitere Bilder |

## Liste der Objekte
- Monuments historiques (Objekte) in Chèvremont in der Base Palissy des französischen Kultusministeriums